# Андреа Голікова
Андреа Голікова (чеськ. Andrea Holíková; нар. 15 січня 1968) — колишня чеська тенісистка.
Найвищу одиночну позицію світового рейтингу — 67 місце досягла October 1985, парну — 99 місце — 21 грудня 1986 року.
Здобула 1 одиночний та 1 парний титул туру ITF.
Найвищим досягненням на турнірах Великого шолома був чвертьфінал в парному розряді.
Завершила кар'єру 1991 року.

## Загальна статистика

### Фінали Вірджинії Слімс у парному розряді (0–2)
| Результат | Рік | Дата           | Турнір                                       | Покриття | Партнерка         | Суперниці                      | Результат     |
| --------- | --- | -------------- | -------------------------------------------- | -------- | ----------------- | ------------------------------ | ------------- |
| Поразка   | 1.  | 20 липня 1985  | Gastein Ladies                               | Ґрунт    | Катержина Богмова | Міма Яушовець Вірджинія Рузіч  | 2–6, 3–6      |
| Поразка   | 2.  | 26 серпня 1985 | Virginia Slims of Central New York 1985, США | Тверде   | Катержина Богмова | Мерседес Пас Габріела Сабатіні | 7–5, 4–6, 3–6 |

### Фінали ITF в одиночному розряді (1–1)
| турніри $100,000 |
| турніри $75,000  |
| турніри $50,000  |
| турніри $25,000  |
| турніри $10,000  |

| Результат | Ранг | Дата           | Турнір              | Покриття | Суперниця        | Результат |
| --------- | ---- | -------------- | ------------------- | -------- | ---------------- | --------- |
| Поразка   | 1.   | 13 жовтня 1984 | Софія, Болгарія     | Ґрунт    | Регіна Маршикова | 6–1, 6–4  |
| Перемога  | 1.   | 12 січня 1985  | Кі-Біскейн, the США | Тверде   | Кріс Кінні       | 7–5, 6–3  |

### Фінали ITF у парному розряді (1–0)
| турніри $100,000 |
| турніри $75,000  |
| турніри $50,000  |
| турніри $25,000  |
| турніри $10,000  |

| Результат | Ранг | Дата           | Турнір              | Покриття | Партнерка      | Суперниці                        | Результат |
| --------- | ---- | -------------- | ------------------- | -------- | -------------- | -------------------------------- | --------- |
| Перемога  | 1.   | 25 серпня 1984 | Реда-Віденбрюк, ФРН | Ґрунт    | Ольга Вотавова | Андреа Тьєцці Беатріс Вільяверде | 7–5, 6–4  |

### Фінали юніорських турнірів Великого шлему в одиночному розряді (1–1)
| Результат | Рік  | Турнір                           | Покриття | Суперниця     | Результат     |
| --------- | ---- | -------------------------------- | -------- | ------------- | ------------- |
| Перемога  | 1985 | Вімблдонський турнір             | Трава    | Дженні Бірн   | 7–5, 6–1      |
| Поразка   | 1985 | Відкритий чемпіонат США з тенісу | Тверде   | Лаура Гарроне | 2–6, 6–7(0–7) |

### Фінали юніорських турнірів Великого шлему в парному розряді (1–1)
| Результат | Рік  | Турнір                           | Покриття | Партнерка       | Суперниці                               | Результат     |
| --------- | ---- | -------------------------------- | -------- | --------------- | --------------------------------------- | ------------- |
| Поразка   | 1985 | Відкритий чемпіонат Франції      | Ґрунт    | Радка Зрубакова | Маріана Перес-Рольдан Патрісія Тарабіні | 3–6, 7–5, 4–6 |
| Перемога  | 1985 | Відкритий чемпіонат США з тенісу | Тверде   | Радка Зрубакова | Маріана Перес-Рольдан Патрісія Тарабіні | 6–4, 2–6, 7–5 |